# Шах Сувар бей (квартал)
„Шах Сувар бей“ (на турски: Şehsuvar Bey) е квартал на Истанбул, разположен в градска околия Фатих. Общата му площ е 0,15 км2. Според данни на Адресната система за регистриране на населението (ABPRS) към 2024 г. населението на „Шах Сувар бей“ е 1750 жители.